# 平山正実
平山 正実（ひらやま まさみ、1938年9月9日 - 2013年12月18日 ）は、日本の医学者、精神科医。医学博士。東洋英和女学院大学大学院教授。日本ナザレン教団北千住キリスト教会員。クリスチャンとして自死遺族の喪失問題に取り組んでいた。
クリスチャンの精神科医として、教会やキリスト教系団体の講演会等に招かれて講演活動をしていた。

## 経歴
1965年横浜市立大学医学部卒業。北千住旭クリニック院長、東洋英和女学院大学大学院教授を務め、精神医学と死生学を講義している。そして、自殺死者の遺族の問題に取り組んで、2004年11月にNPO法人の自死遺族ケア団体全国ネット代表が設立されたときに、平山が代表になった。また、キリスト新聞の執筆者を務めていた。
共著「現代キリスト教カウンセリング」において、精神医療と牧会カウンセリングの違いを指摘している。精神医療と牧会カウンセリングは導入の部分では、魂の安心感を目的としてという点で共通しているが、精神療法は最後まで魂の安定を目的としているが、牧会カウンセリングの目的は霊の救済であるという点で、目的が異なっているということである。

## 著書
- 働く人のメンタルヘルス 社会保険法規研究会 1990.3
- 死生学とはなにか 日本評論社 1991.11
- 心の健康と聖書 精神科医の目から見た出エジプト記 いのちのことば社 1991.4
- 心の病Q&A50 いのちのことば社 1994.8
- 心の病気の治療がわかる本 法研 2002.4
- 心悩む者に神宿る 袋命書房 2003.9
- はじまりの死生学 「ある」ことと「気づく」こと 春秋社 2005.12
- 人生の危機における人間像 危機からの創造をめざして 聖学院大学出版会 2006.2
- 見捨てられ体験者のケアと倫理 真実と愛を求めて 勉誠出版 2007.9 (精神科医からのメッセージ)
- 自死遺族を支える エム・シー・ミューズ 2009.11

## 共編著
- 生と死の教育 デス・エデュケーションのすすめ 樋口和彦共編 創元社 1985.11
- 身近な死の経験に学ぶ アルフォンス・デーケン共編 春秋社 1986.4
- ライフスタイルから見た心とからだの健康 筒井末春共編 技術出版 1987.4
- インフォームド・コンセント 共感から合意へ 杉田勇共編著 北樹出版 1994.10
- 臨床死生学事典 河野友信共編 日本評論社 2000.3
- 生と死の看護論 メヂカルフレンド社 2002.11 (新体系看護学
- 「燃えつきない」がん看護 安達富美子共著 医学書院 2003.6
- ケアの生命倫理 朝倉輝一共編著 日本評論社 2004.4
- 死別の悲しみに寄り添う 聖学院大学出版会 2008.6 (臨床死生学研究叢書
- 愛に生きた証人たち 聖書に学ぶ 金子晴勇共編 聖学院大学出版会 2009.3
- 死別の悲しみから立ち直るために 聖学院大学出版会 2010.3 (臨床死生学研究叢書
- とことんつきあう関係力をもとに 福祉の役わり・福祉のこころ 岩尾貢共著 聖学院大学出版会 2010.11